# قلعه کوه افین
قلعه کوه افین مربوط به دورهٔ سلجوقی (دورهٔ اسماعیلی) است و در شهرستان زیرکوه، ۶ کیلومتری جنوب‌شرقی روستای افین واقع شده و این اثر در تاریخ ۲۴ اسفند ۱۳۸۴ با شمارهٔ ثبت ۱۵۲۷۳ به‌عنوان یکی از آثار ملی ایران به ثبت رسیده است.